# Louise Romeike
Louise Romeike, född Svensson Jähde 8 oktober 1990, är en svensk landslagsryttare i fälttävlan. 
Hon gifte sig med den tyska fälttävlansryttaren Claas Romeike i november 2018.
Romeike ingår i det svenska seniorlandslaget i fälttävlan. Hon har tävlat på både ponny och häst. Hon representerade Sverige på EM 2015 i Blair Castle, Skottland. 2017 tog Romeike silver i lagtävlingen vid EM i Strzegom i Polen. 2019 tog Romeike brons i lagtävlingen vid EM i Luhmühlen i Tyskland.
Louise Romeike arbetar sedan 2010 hos den tyske OS-medaljören Peter Thomsen i Flensburg, Tyskland. Hon ingick i SOK:s talangsatsning inför OS i Rio 2016.

## Meriter
- Tävlat på elitnivå med B-, C- och D-ponny individuellt och i lag. Deltog i EM 2005 och 2006, åttonde placering som bäst.
- Med i svenska juniorlandslaget 2007 och 2008, deltog i NM, guld- och silvermedaljer.
- Sjätteplacering i tvåstjärnig klass Malmö City Horse Show, Ribersborg 2010.
- Finalkvalificerad och placerad tio-i-topp i Bundeschampionatet, Tyskland sedan 2011.
- Åttondeplats CIC*** Lumühlen (GER) 2017 med Waikiki
- tredje och fjärdeplacering CCI*** Sopot (POL) 2017 med Waikiki och Wieloch's Utah Sun.
- Bundeschampion 2013